# Sky News Business Channel
Sky News Business Channel fue un canal de cable australiano de 24 horas y de negocios canal de noticias por satélite que estuvo disponible en Foxtel, Austar y Optus Television por plataformas de suscripción, propiedad de Australian News Channel Pty Ltd.

## Historia
Australian News Channel anunció que iba a lanzar un canal de noticias de negocios en el 2008 con la tercera parte de un contenido que se lanzará desde Fox Business Network en los Estados Unidos. Por su parte, Fox Business Channel se emite la cobertura de Sky News Business Channel durante los períodos de vacaciones y los críticos de las historias financieras rompiendo en las noches y los fines de semana con el fin de seguir proporcionando la cobertura actual de las noticias financieras para el público estadounidense.
Sky Channel Business News comenzaron 16:09 radiodifusión ancha junto con canales hermanos Sky News Australia y A-PAC el domingo 17 de mayo de 2009. El canal implementa nuevos gráficos y la música, lo que refleja hermana canal Sky News Australia, el lunes 19 de julio de 2010.

## Presentadores
Muchos de los presentadores del canal vienen de la piscina de Sky News Australia en los presentadores de negocios, así como los principales economistas australianos, periodistas y comentaristas, entre ellos:
- Helen Dalley
- Brooke Corte
- Bridie Barry
- Carson Scott
- James Daggar-Nickson
- Julia Wood
- Lisa Creffield
- Nadine Blayney
- Kate Williams
- Kylie Merritt
- Ky Chow
- Peter Switzer
- Janine Perrett
- Julia Lee
- Margaret Lomas
- Chris Gray

## Programación

### Programación Original
- First Business
- Market Express
- Trading Day
- Lunch Money
- At The Close
- Market Day
- Market Moves
- Switzer
- Your Money, Your Call
- The Perrett Report
- Business Night
- On The Record with Carson Scott
- Monday Money
- Mediaweek
- Business View
- Law TV
- Read and Profit
- Rates Reaction
- Social Business
- The Week In Business
- Sunday Business

### Otras programaciones
- FOX Business (Simulcasted durante la noche)